# Audubon (Pennsylvania)
Audubon ist ein Census-designated Place im Montgomery County im Südosten des US-Bundesstaates Pennsylvania mit 8688 Einwohnern (Stand: 2020).
Es gehört zum Lower Providence Township und wurde nach dem Maler John James Audubon benannt, der im heutigen Museum Mill Grove wohnhaft war.